# Nemognatha
Nemognatha — род нарывников из подсемейства Meloinae. Взрослые жуки встречаются с конца весны по конец лета.

## Описание
Жуки мелкого и среднего размера, в длину достигающие от 5 до 15 мм. Ротовой аппарат видоизменен для питания нектаром.

## Распространение
В Неарктическом регионе распространены 28 видов.

## Экология
Имаго питаются нектаром и пыльцой различных цветков, в частности из семейства астровых (Asteraceae).

## Развитие
Самки откладывают яйца на цветки, где в будущем вылупившееся личинка прицепится к пчеле, которая посетила цветок, и пчела затем „переправит“ личинку к себе в улей, где личинка жука начнёт поедать яйца и соты пчёл.

## Систематика
В составе рода:
- подрод: Meganemognatha
  - Nemognatha angusta Enns, 1956
  - Nemognatha brevirostris Enns, 1956
  - Nemognatha bridwelli Wellman, 1912
  - Nemognatha curta Enns, 1956
  - Nemognatha explanata Enns, 1956
  - Nemognatha hurdi MacSwain, 1951
  - Nemognatha lurida (LeConte, 1853)
  - Nemognatha lutea LeConte, 1853
  - Nemognatha macswaini Enns, 1956
  - Nemognatha meropa Enns, 1956
  - Nemognatha miranda Enns, 1956
  - Nemognatha nitidula Enns, 1956
  - Nemognatha pallens LeConte, 1853
  - Nemognatha soror MacSwain, 1951
  - Nemognatha werneri Enns, 1956
- подрод: Nemognatha
  - Nemognatha bifoveata Enns, 1956
  - Nemognatha piazata (Fabricius, 1798)
- подрод: Pauronemognatha
  - Nemognatha capillaris Enns, 1956
  - Nemognatha cribraria LeConte, 1853
  - Nemognatha nebrascensis Enns, 1956
  - Nemognatha nemorensis Hentz, 1830
  - Nemognatha nigripennis LeConte, 1853
  - Nemognatha punctulata LeConte, 1853
  - Nemognatha scutellaris LeConte, 1853
- подрод: Pronemognatha
  - Nemognatha cantharidis MacSwain, 1951
  - Nemognatha selanderi Enns, 1956
  - Nemognatha sparsa LeConte, 1868